# Herminia sugii
Herminia sugii är en fjärilsart som beskrevs av Mamoru Owada 1980. Herminia sugii ingår i släktet Herminia och familjen nattflyn. Inga underarter finns listade i Catalogue of Life.